# Szászavinc
Szászavinc (románul: Geamăna) egy mára már elnéptelenedett település Romániában, Erdélyben, Fehér megyében. Az egykori település helyén egy ökológiai katasztrófa után egy mérgező zagytározó terül el. A kénsavas zagytározó szintje évről évre egy métert emelkedik a működő verespataki rézbányák nedves, flotációs (úsztató) ércdúsító technológiája miatt.

## Fekvése
Topánfalvától keletre fekvő település.

## Története
1770-ben Valje Vinczy néven említik, 1835-ben Szásza Lupsii (Wagner 194); 1850 Lupsa Sasza Vincza (Népsz. 1850); 1850 Szásza-Lupsa-Vincza, Sasa-Vinţa (Bielz 511); 1873, 1877 Lupsa (Szásza-), 1882 Sásza-Vincza, Szásza Vincze, Sasa Vinca, 1891 Sásza-Vincza, 1893 Szásza-Vincza, Szásza-Vincze, 1900 Sászavincza (Hnt. 1873, 1877, 1882, 1893; Népsz. 1891, 1900); 1909 Sasa-Vinţa, Szászavincza (Harta 1909); 1910 Szászavincz + Vincza + Sásza (Népsz. 1910); 1913 Szászavinc (Hnt. 1913); 1921 Sasavinţa, Szászavinc (Dicţionar 1921); 1925 Geamăna (Leg. 95/1925); 1925 Geamăna (Şasavinţa) (Meruţiu, 210); 1932 Geamăna (I.s.).
A trianoni békeszerződés előtt Torda-Aranyos vármegye Torockói járásához tartozott.
1910-ben 1273 lakosából 1271 román és görögkeleti ortodox volt.

## Kapcsolódó szócikk
- Bözödújfalu